# Andreas Vinciguerra
Pour les articles homonymes, voir Vinciguerra.
Andreas Vinciguerra, né le 19 février 1981 à Malmö, est un joueur de tennis suédois.
Passé professionnel en 1998, il a remporté un tournoi sur le circuit ATP et a atteint trois autres finales. Son meilleur classement ATP reste une 33e place, atteinte le 5 novembre 2001.

## Carrière
À l'âge de 17 ans, il atteint la finale du tournoi junior de l'Open d'Australie et remporte le championnat d'Europe. Il finit l'année à la 6e place mondiale et passe professionnel.
Il réalise un début de carrière très prometteur, disputant quatre finales en l'espace de trois ans, dont une victorieuse à Copenhague en 2000. En 2001, il atteint les huitièmes de finale à l'Open d'Australie.
Victime d'une blessure en 2002, il peine à retrouver son meilleur niveau et se situe aux alentours de la 100e place mondiale pendant la saison 2003. En 2004 et 2005, il joue très peu en raison de ses blessures et il est classé au-delà de la 400e place. En 2006, il revient sur le circuit ATP et remonte jusqu'à la 146e place mais sans parvenir à retrouver son meilleur niveau.
Il décide une dernière fois de revenir sur les courts à la fin de 2012. Il remporte un tournoi Future en Suède. Il joue 15 tournois jusqu'en juillet 2013 à Båstad.
En mars 2009, il est sélectionné à la surprise générale par Mats Wilander pour disputer le 1er tour de Coupe Davis dans sa ville natale de Malmö. Après deux ans d'inactivité, il ne s'incline que 11/9 au 5e set contre l'israélien Dudi Sela, 63e mondial. Il compte 3 victoires pour 12 défaites en équipe de Suède de Coupe Davis.
Il a remporté 3 tournois Challenger : à Szczecin en 1999, Prostějov en 2000 et Manerbio en 2006.

## Palmarès

### Titre en simple messieurs
| No | Date       | Nom et lieu du tournoi      | Catégorie   | Dotation  | Surface    | Finaliste      | Score     |  |
| -- | ---------- | --------------------------- | ----------- | --------- | ---------- | -------------- | --------- |  |
| 1  | 28-02-2000 | Copenhagen Open, Copenhague | Int' Series | 325 000 $ | Dur (int.) | Magnus Larsson | 6-3, 7-65 |  |

### Finales en simple messieurs
| No | Date       | Nom et lieu du tournoi      | Catégorie   | Dotation  | Surface      | Vainqueur          | Score     |  |
| -- | ---------- | --------------------------- | ----------- | --------- | ------------ | ------------------ | --------- |  |
| 1  | 05-07-1999 | Swedish Open, Båstad        | Int' Series | 325 000 $ | Terre (ext.) | Juan Antonio Marín | 6-4, 7-64 |  |
| 2  | 10-07-2000 | Swedish Open, Båstad        | Int' Series | 350 000 $ | Terre (ext.) | Magnus Norman      | 6-1, 7-66 |  |
| 3  | 12-02-2001 | Copenhagen Open, Copenhague | Int' Series | 325 000 $ | Dur (int.)   | Tim Henman         | 6-3, 6-4  |  |

## Parcours dans les tournois duGrand Chelem

### En simple
| Année | Open d'Australie | Open d'Australie | Internationaux de France | Internationaux de France | Wimbledon       | Wimbledon     | US Open         | US Open    |
| ----- | ---------------- | ---------------- | ------------------------ | ------------------------ | --------------- | ------------- | --------------- | ---------- |
| 2000  | 3e tour (1/16)   | N. Escudé        | 1er tour (1/64)          | G. Kuerten               | 2e tour (1/32)  | T. Haas       | 1er tour (1/64) | L. Hewitt  |
| 2001  | 1/8 de finale    | I. Kafelnikov    | 2e tour (1/32)           | F. Squillari             | 2e tour (1/32)  | Y. El Aynaoui | 1er tour (1/64) | F. Vicente |
| 2002  | 2e tour (1/32)   | T. Dent          | —                        | —                        | —               | —             | 1er tour (1/64) | A. Popp    |
| 2003  | 3e tour (1/16)   | R. Federer       | 1er tour (1/64)          | A. Savolt                | 1er tour (1/64) | F. Santoro    | 2e tour (1/32)  | A. Agassi  |

N.B. : à droite du résultat se trouve le nom de l'ultime adversaire.

## Parcours dans lesMasters 1000
| Année | Indian Wells       | Miami              | Monte-Carlo        | Rome                  | Hambourg            | Canada                | Cincinnati             | Stuttgart puis Madrid | Paris                    |
| ----- | ------------------ | ------------------ | ------------------ | --------------------- | ------------------- | --------------------- | ---------------------- | --------------------- | ------------------------ |
| 2000  | —                  | 3e tour P. Sampras | 1er tour C. Ruud   | —                     | —                   | 1er tour T. Johansson | 1er tour M. Mirnyi     | 1er tour A. Clément   | —                        |
| 2001  | 1er tour N. Escudé | 2e tour A. Pavel   | 1er tour G. Coria  | 1/2 finale G. Kuerten | 1er tour C. Pioline | 2e tour B. Ulihrach   | 1er tour I. Kafelnikov | 1er tour B. Ulihrach  | 1/2 finale I. Kafelnikov |
| 2002  | —                  | —                  | 1er tour D. Hrbatý | —                     | —                   | —                     | —                      | —                     | —                        |

N.B. : sous le résultat se trouve le nom de l’ultime adversaire.